# Akkeçili, Başmakçı
Akkeçili là một xã thuộc huyện Başmakçı, tỉnh Afyonkarahisar, Thổ Nhĩ Kỳ. Dân số thời điểm năm 2011 là 643 người.